# Anticimex kontorsbyggnad

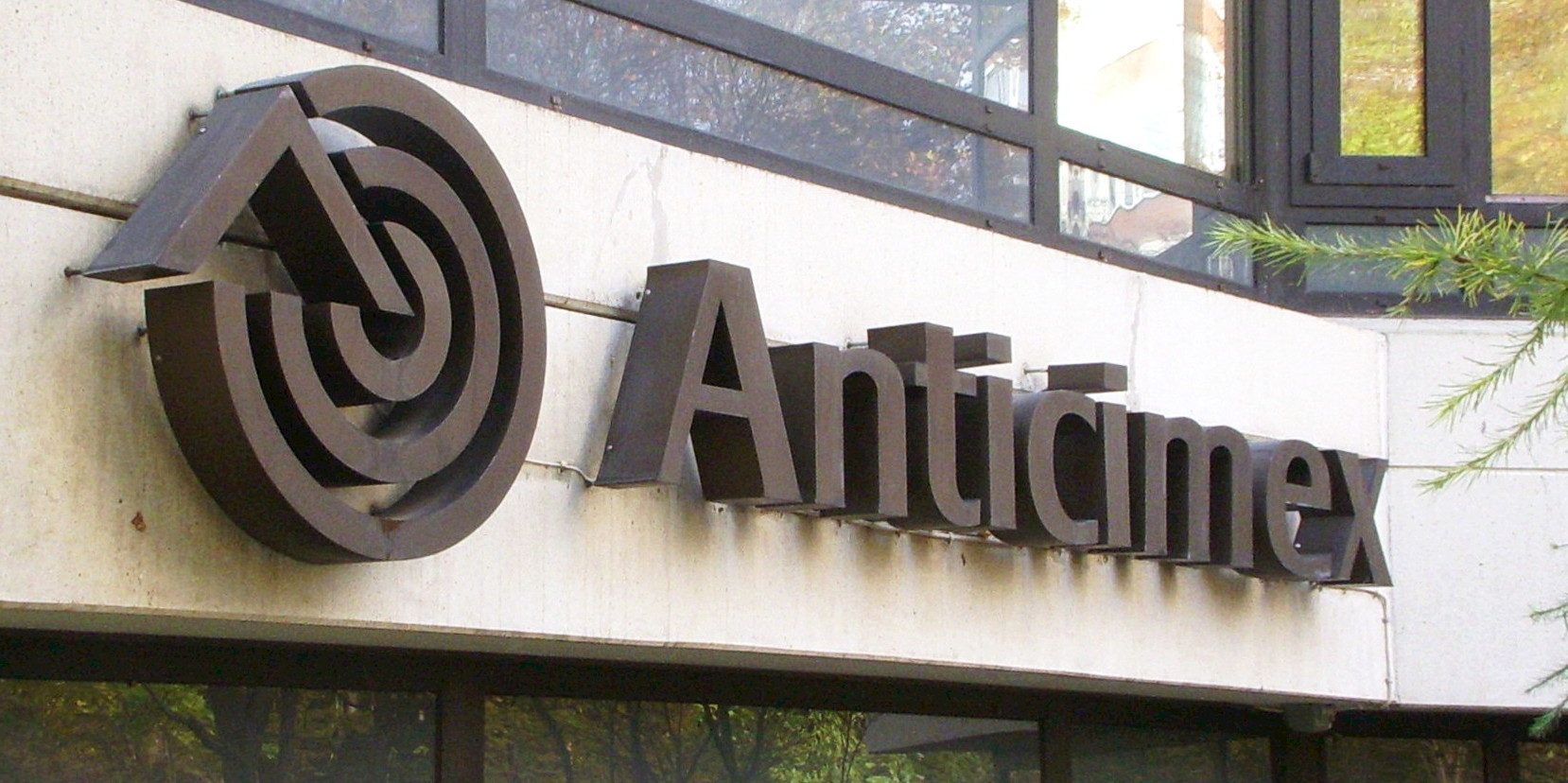
Anticimex i Gröndal, 2010.

Anticimex kontorsbyggnad är före detta huvudkontoret för Anticimex, beläget vid Lövholmsvägen 61 i stadsdelen Liljeholmen i södra Stockholm. Kontorshuset uppfördes i mitten av 1980-talet efter ritningar av arkitekt Sten Samuelson och anses vara ett landmärke inom 1980-talsarkitekturen. Byggnaden är grönmärkt av Stadsmuseet i Stockholm vilket innebär ”att den representerar ett högt kulturhistoriskt värde och är särskilt värdefull från historisk, kulturhistorisk, miljömässig eller konstnärlig synpunkt”. Anticimex sålde byggnaden och flyttade till Årstaängsvägen 21 B i juni 2016. En friskola huserar nu lokalerna.

## Bakgrund

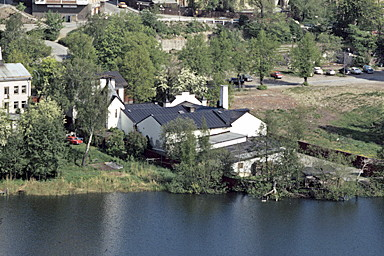
"Frosts hudar" i början på 1970-talet.

Byggnaden ligger inom det tidigare industriområde Nynäs vid norra sidan om sjön Trekanten. Det var en vildvuxen kåkstad med bostäder och småindustrier. Med åren förslummades området mer och mer och 1980 revs de sista resterna av Nynäskvarteren. På Nynäs fanns bland annat Frosts hudar, ett garveri med strandtomt intill Trekanten.  När Nynäs revs för att bli ett parkområde utlades Frosts hudars gamla fastighet i stadsplanen som område för småindustri och kontor.
Från Nynäs tid som industriområde finns idag bara en byggnad bevarad och det är ett tvåvåningshus direkt väster om Anticimex kontorsbyggnad. I början på 1900-talet höll G.E. Larssons Wört & Limpbageri till här och bakade bland annat Nynäslimpan. Byggnadens utseende är dock kraftig förändrad.

## Byggnadsbeskrivning
Antiximex kontorsbyggnad uppfördes i början av 1980-talet på Frosts hudars gamla tomt och fick därmed ett mycket strandnära läge. Mot sjön lämnades dock en strandremsa där en allmän promenadväg passerar. Arkitektuppdraget gick till den välkände arkitekten Sten Samuelson, som ritade en långsmal, rektangulär byggnad som trappar ner i tre steg mot Trekanten. Delar av den 2 900 m² stora byggnaden finns även under jord. Det gör att anläggningen upplevs blygsam i skala, vilket var arkitektens ambition.
Fasaderna består av långa betongelement av vitfärgad, slipad betong och djupt indragna fönsterband. Som kontrast valdes fönster- och dörrprofiler i svart eloxerad aluminium. Kontorsrummen är små och placerades längs ytterfasaderna runt en stor gemensam yta för konferens, paus, utställning, toaletter och liknande. Konceptet kallas ”kombikontor” som var nytt i början av 1980-talet. Vid entrén anlades en liten trädgård med stenar, växter och vatten. Byggnaden grönklassades av Stockholms stadsmuseum vilket innebär att "att bebyggelsen är särskilt värdefull från historisk, kulturhistorisk, miljömässig eller konstnärlig synpunkt". 
I juni 2016 flyttade Anticimex från byggnaden och i augusti samma år öppnade Entréskolan, en friskola för årskurs 1-9, sin verksamhet i företagets gamla kontorslokaler.

## Bilder

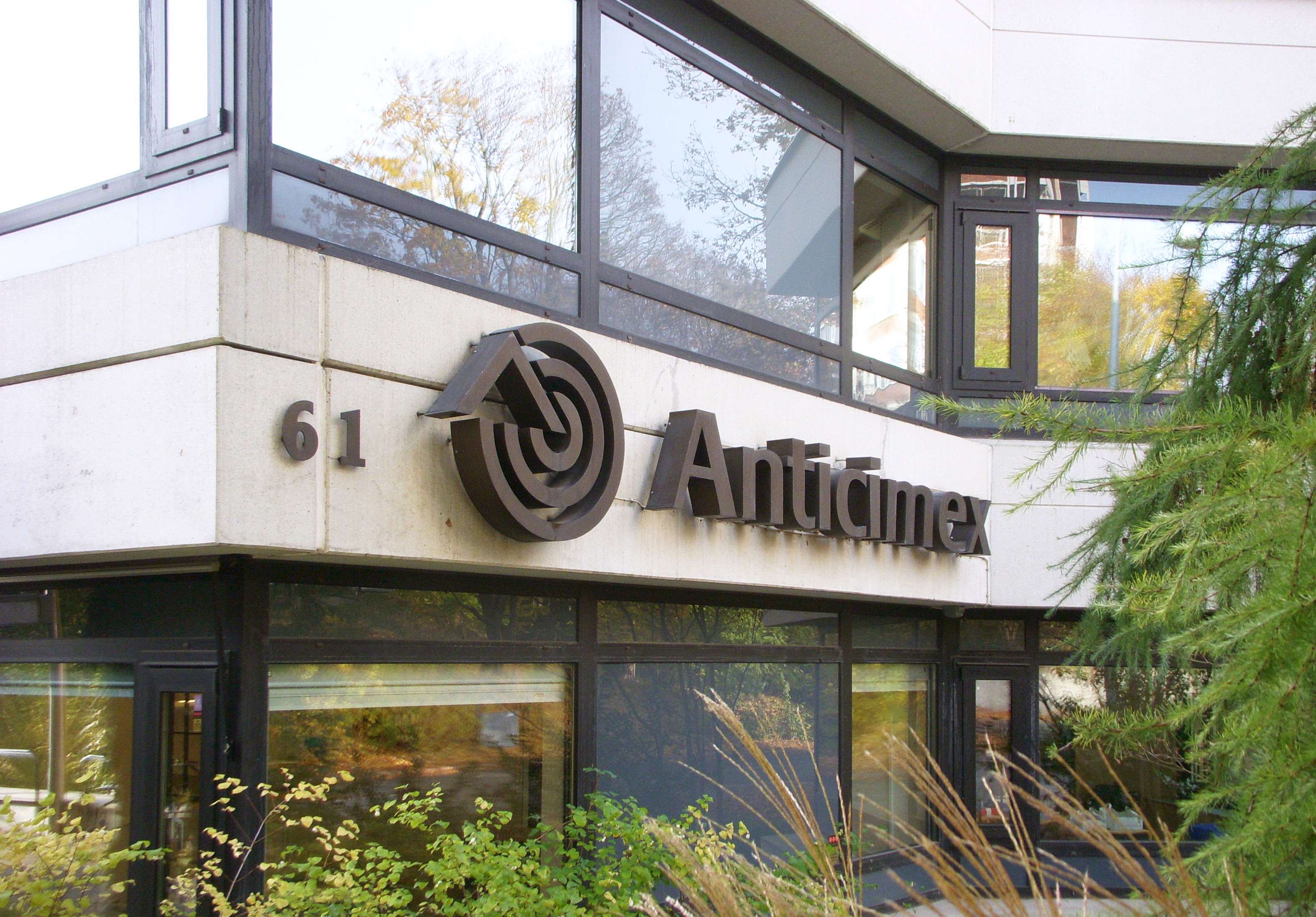
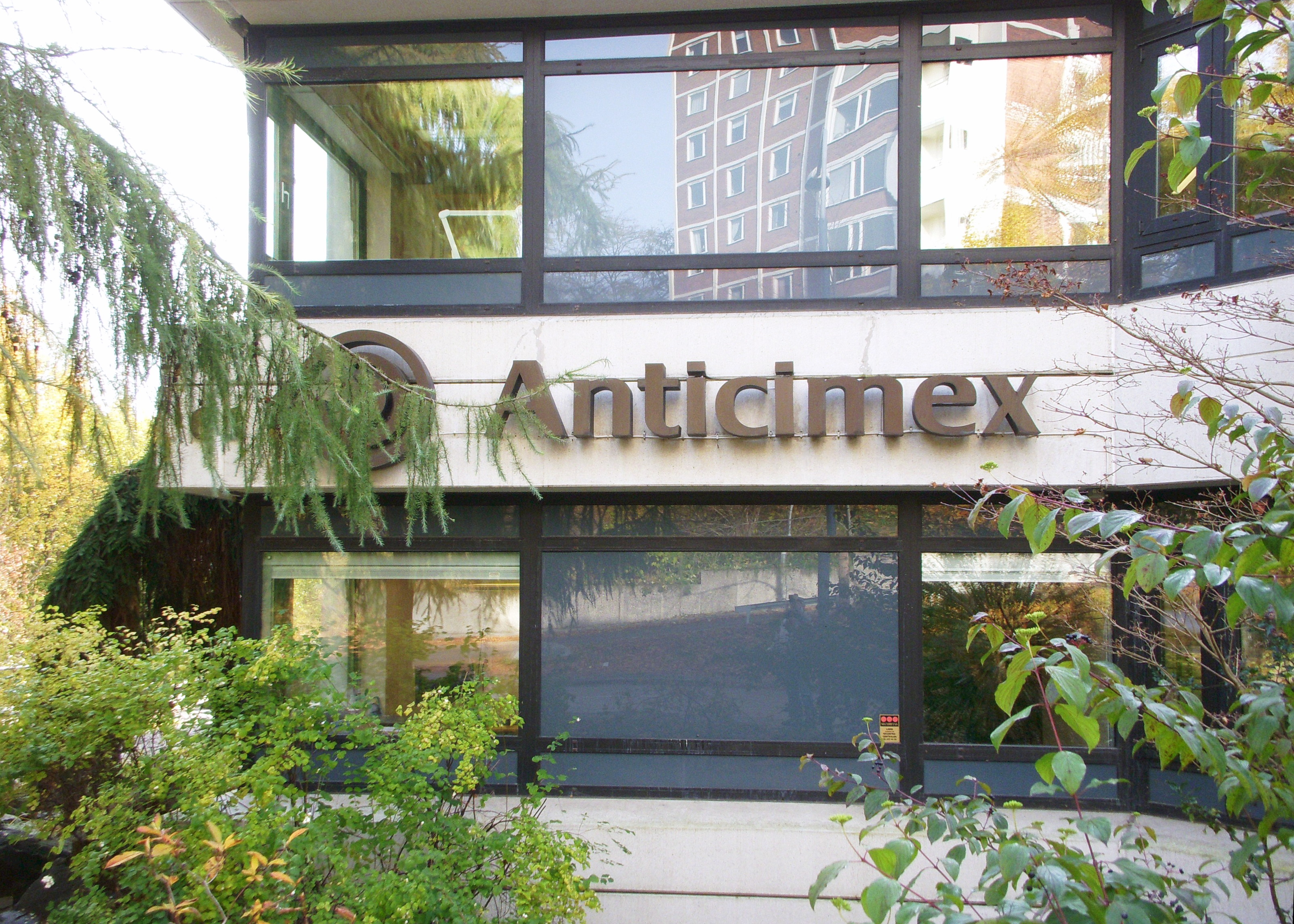
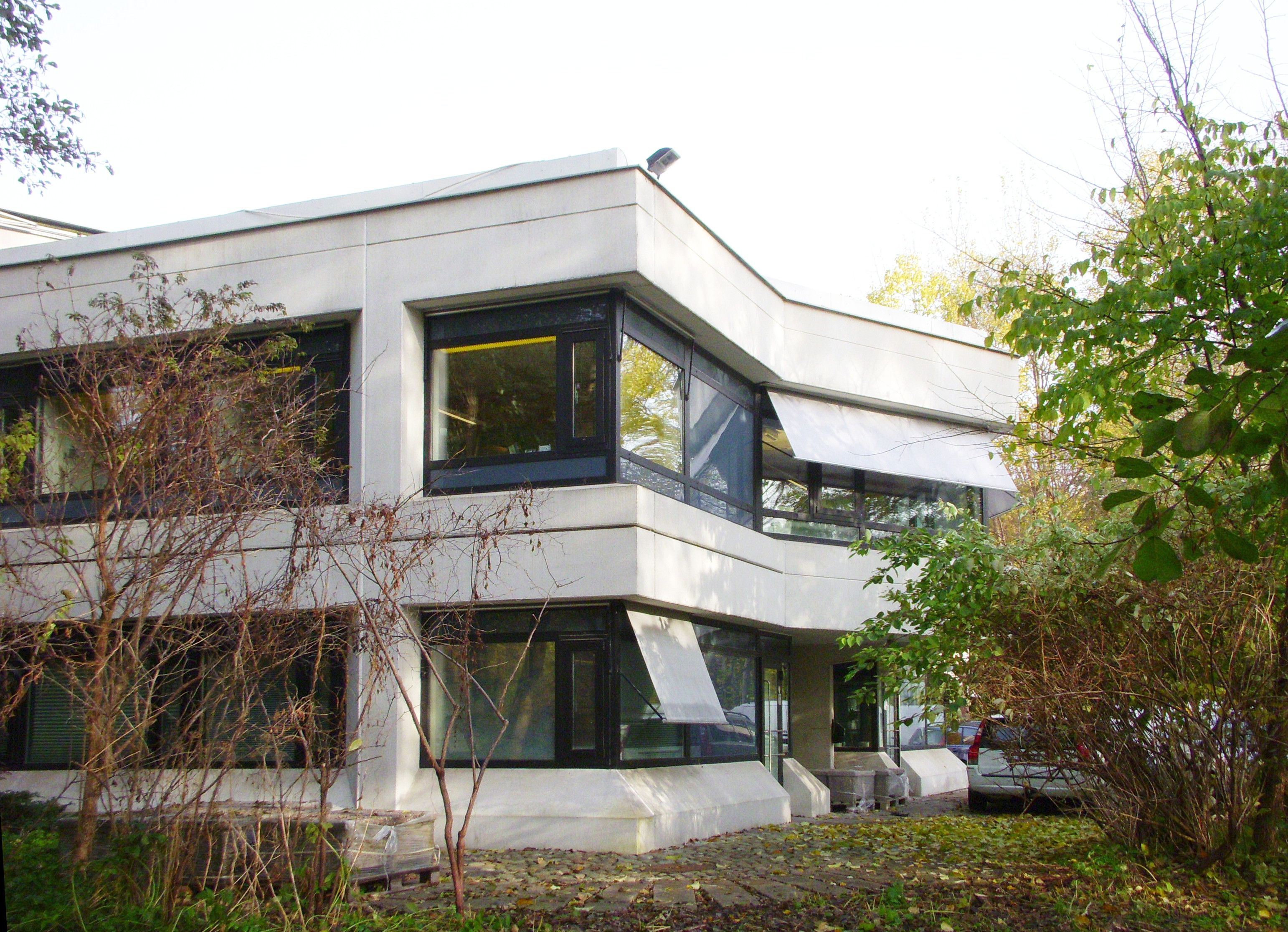
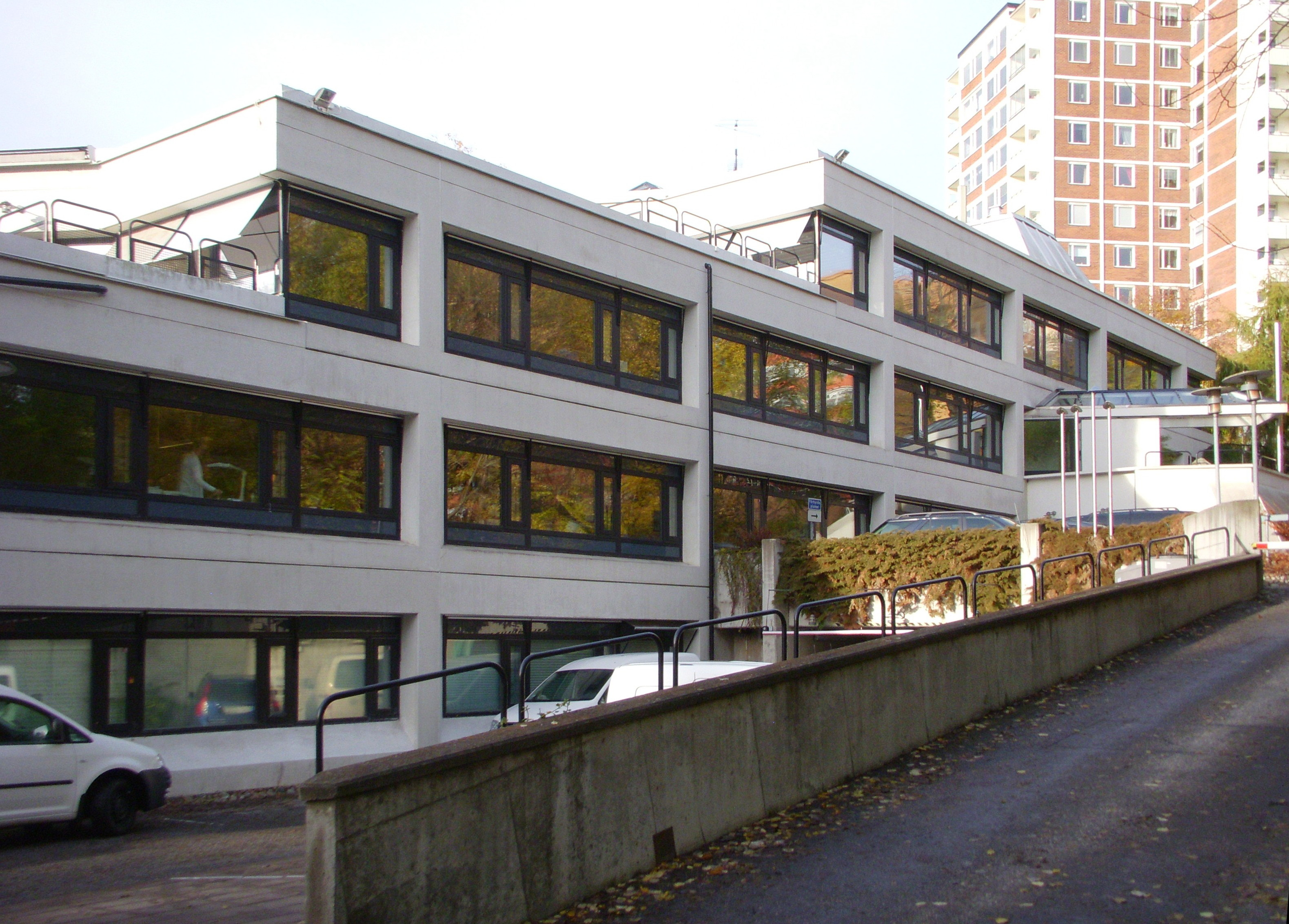
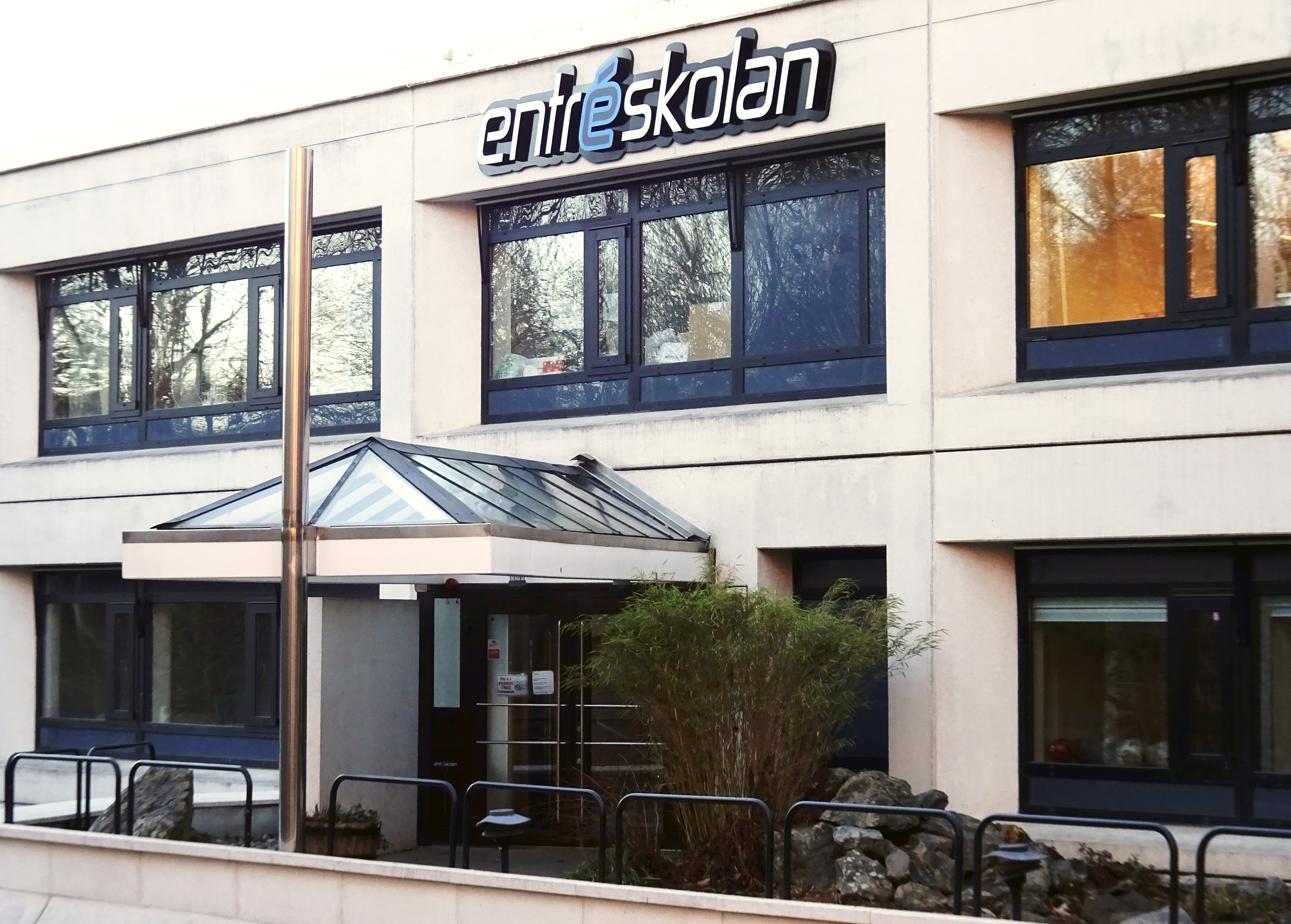